# Ekiwah Adler Beléndez
Daniel Ekiwah Adler Beléndez más conocido como Ekiwah Adler Beléndez (Amatlán de Quetzalcóatl, 14 de septiembre de 1987) es un poeta, conferencista y docente mexicano.

## Biografía
Nacido en Amatlán de Quetzalcóatl, Morelos, en 1987, realizó sus estudios de nivel media superior en el Bard College at Simon's Rock en Great Barrington, Massachusetts (2006-2008). Posteriormente obtuvo una licenciatura en él Hampshire College en Amherst, Massachusetts (2008-2010).
Ha sido becario de la Secretaría de Cultura a través de su Programa de Desarrollo Cultural para la Atención a Públicos Específicos y del Fondo Nacional para la Cultura y las Artes (FONCA).
Como parte de su labor didáctico, ha impartido clases de poesía a los alumnos del Centro de Educación Conductiva para niños y adultos jóvenes con parálisis cerebral en Jiutepec, Morelos. Así mismo es miembro de "Discreantes", una plataforma de artistas con discapacidad en México.
Dentro de su labor literario ha publicado cinco poemarios: Soy: poemas y cuentos (2000), Palabras Inagotables (2001), Weaver (2003), The Coyote’s Trace (2006), y Amor Sobre Ruedas (2021). Además ha ofrecido numerosas conferencias en universidades, festivales y foros literarios, tanto en México como en Estados Unidos, Alemania, Hungría y Canadá.

### Premios y reconocimientos
Recibió el premio por Desempeño Laboral Extraordinario como maestro de literatura George Garrett Award for Outstanding Community Service in Literature por la Association of Writers & Writing Programs (AWP).

## Publicaciones seleccionadas

### Antologías
- Philippe Ollé-Laprune (coordinador) (2020). Bitácora del encierro: 180 voces ante la pandemia. Ciudad de México: 17, Editorial (serie Habitaciones). ISBN 9786079931612.

### Poesía
- Adler Beléndez, Ekiwah (2000). Soy : poemas y cuentos. Cuernavaca, Morelos: Instituto de Cultura de Morelos, Universidad Autónoma del Estado de Morelos.
- Adler Beléndez, Ekiwah (2001). Palabras inagotables. Con Nosotros A.C.
- Adler Beléndez, Ekiwah (2003). Weaver A Collection of Poems (1a. Ed. edición). Ediciones Del Arkan.
- Adler Beléndez, Ekiwah (2006). The Coyote's Trace A Collection of Poems. Ediciones del Arkan.
- Beléndez, Ekiwah Adler (2021). Amor Sobre Ruedas (1st edición). Ciudad de México: 17 Consultoría. ISBN 978-607-99316-3-6.